# Премія Софії
Пре́мія Софі́ї (англ. Sophie Prize) — міжнародна премія в галузі захисту навколишнього середовища та сталого розвитку, розміром 100 тис. доларів США, що присуджувалася щорічно у 1998—2013 роках. Премію було засновано у 1997 році щоб «давати натхнення людям, що працюють для стійкого майбутнього». Засновниками нагороди були норвезький філософ і письменник Юстейн Ґордер з дружиною. Назва нагороди відсилає до роману «Світ Софії» авторства Юстейна Ґордера. Журі премії очолювала норвезька політична діячка Аслауг Гаґа із заступником і тележурналістом Петером Номе. До складу журі також входили Томас Гюлланд Еріксен, Даг Олав Гессен, Бард Лан, Ільва Ліндберг, Сідсель Мерк і сам Юстейн Ґордер.
Нагорода припинила існування через відсутність коштів.

## Лауреати
- 1998 — Environmental Rights Action[en], Нігерія
- 1999 — Герман Дейлі і Томас Кочері[en]
- 2000 — Ляо Сяої[en]
- 2001 — ATTAC[en], Франція
- 2002 — Варфоломій I
- 2003 — Джон Пілджер
- 2004 — Вангарі Маатаї
- 2005 — Шейла Ватт-Клутьє
- 2006 — Romina Picolotti
- 2007 — Ганс Йоран Перссон
- 2008 — Гретхен Дейлі
- 2009 — Марина Сілва
- 2010 — Джеймс Гансен
- 2011 — Трістрам Стюарт[en]
- 2012 — Єва Жолі
- 2013 — Білл Маккіббен[en]